# Zalmoxis pallida
Zalmoxis pallida is een hooiwagen uit de familie Zalmoxioidae.